# Friends Forever
Friends Forever ist eine Künstlervereinigung simbabwischer Bildhauer, die sich im August 2004 gründete. Ihr Sitz ist in Ruwa, 30 km östlich von Harare City, Simbabwe.

## Mitglieder
Die Mitglieder der Gruppe sind Mike Munyaradzi, Lawrence Mukomberanwa, Sune Joergensen (sie bilden den Vorstand des Vereins), Fanizani Akuda, Enos Gunja, Edward Chiwawa, Colleen Madamombe, Sylvester Mubayi, Taguma Mukomberanwa, Ennica Mukomberanwa, Netsai Mukomberanwa, Square Chikwada, Wonder Luke, Factor Ziira, Godfrey Kututwa und Shepard Madzikatire.

## Zweck
Zweck der Vereinigung ist, die eigenen Werke in größerer Anzahl und zu besseren Preisen ohne Zwischenhändler auch im Ausland zu verkaufen, so dass der Unterhalt der Familien gesichert und die sehr teuren Werkzeuge aus Europa gekauft werden können. Auf einer Versammlung aller Künstler auf dem Hof Mike Munyaradzis, dem Sitz des Vereins, wird gemeinsam der Endverkaufspreis jedes Stücks festgelegt. Der Verein kauft es dem Künstler zu einem Grundpreis ab und organisiert die Verkaufs-Ausstellungen weltweit, bei denen von Fall zu Fall einer der Künstler anwesend ist und arbeitet. Nach Deckung der entstandenen Kosten wird ein Teil des Gewinns in weitere Ausstellungen investiert. Eine Hälfte der verbleibenden Summe wird – gemäß ihrem Anteil am Verkauf – an die Künstler direkt ausgezahlt, die andere Hälfte wird in die Gesundheitsversorgung ihrer Familien investiert.

## Bisherige Ausstellungen
2004: Barcelona

2005: Wien, Mosambik, Niederlande und Spanien

2006: Atlanta, Cernobbio (Italien), Kottingbrunn (Österreich), Barcelona, Helsinki, Moskau, Berlin

2007: Berlin, Washington, Boston, Barcelona

2008: Washington, Berlin, Wien, Helsinki

2009: Berlin, Barcelona, Helsinki, Atlantic Station (USA), Klosterneuburg, Burg Lichtenstein (Österreich), Wien